# Sept-Vents
Sept-Vents är en kommun i departementet Calvados i regionen Normandie i norra Frankrike. Kommunen ligger i kantonen Caumont-l'Éventé som ligger i arrondissementet Bayeux. År 2018 hade Sept-Vents 458 invånare.

## Befolkningsutveckling
Antalet invånare i kommunen Sept-Vents
Referens:INSEE